# Adam Ptáček
Adam Ptáček, född den 8 oktober 1980, är en tjeckisk friidrottare som tävlar i stavhopp.
Ptáček var en lovande junior och slutade trea vid junior-VM 1998. Som senior deltog han vid EM 2002 där han var i final och slutade sexa med ett hopp på 5,70. 
Vid Inomhus-VM 2004 i Budapest slutade han tvåa efter ett hopp på 5,70 meter. Samma år deltog han vid Olympiska sommarspelen i Aten där han blev utslagen i försöken.
Vid EM 2006 blev han utslagen redan i kvalet då han bara klarade 5,35.

## Personliga rekord
- Stavhopp - 5,80 meter (inomhus 5,81 meter)